# Wasserzähler

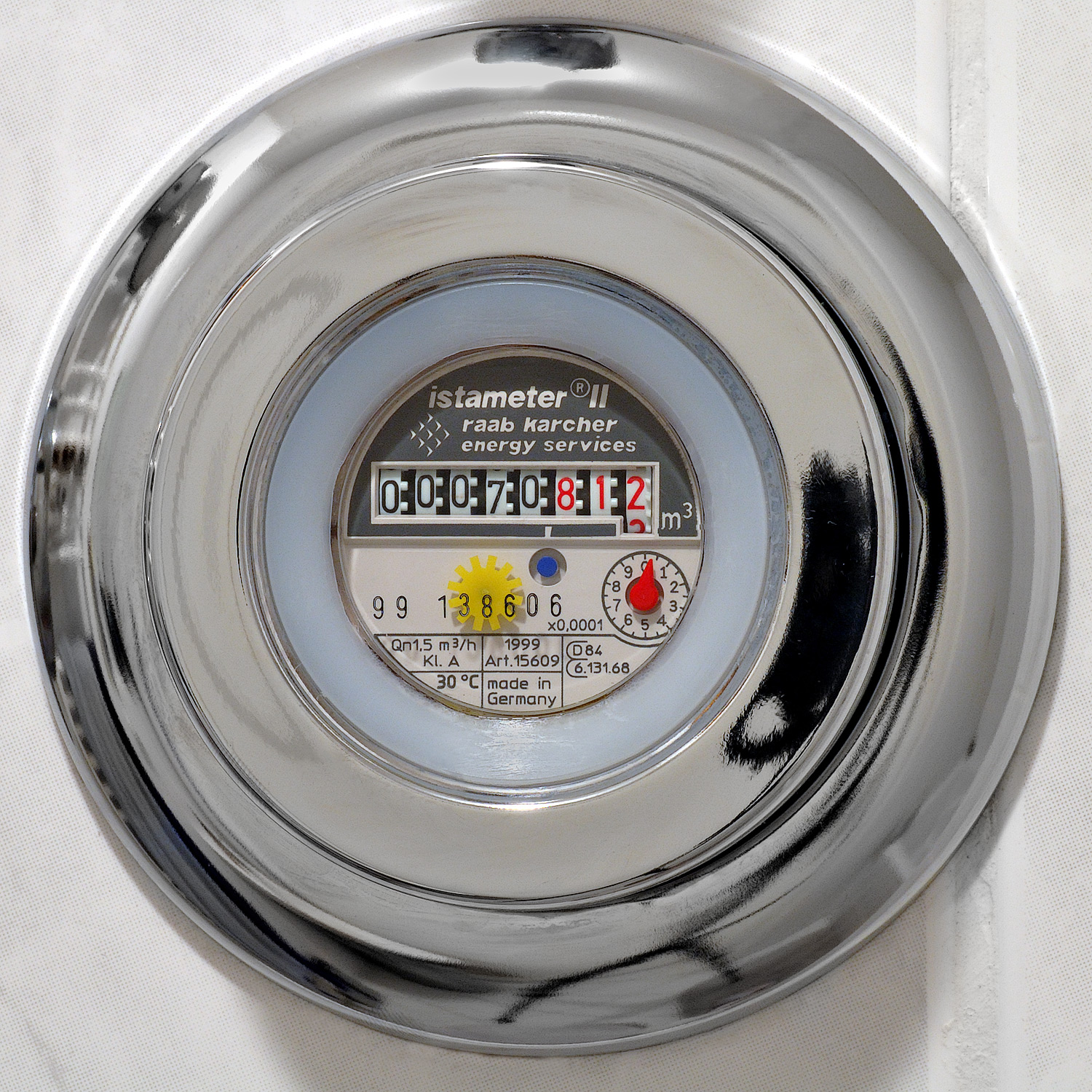
Unterputzwasserzähler

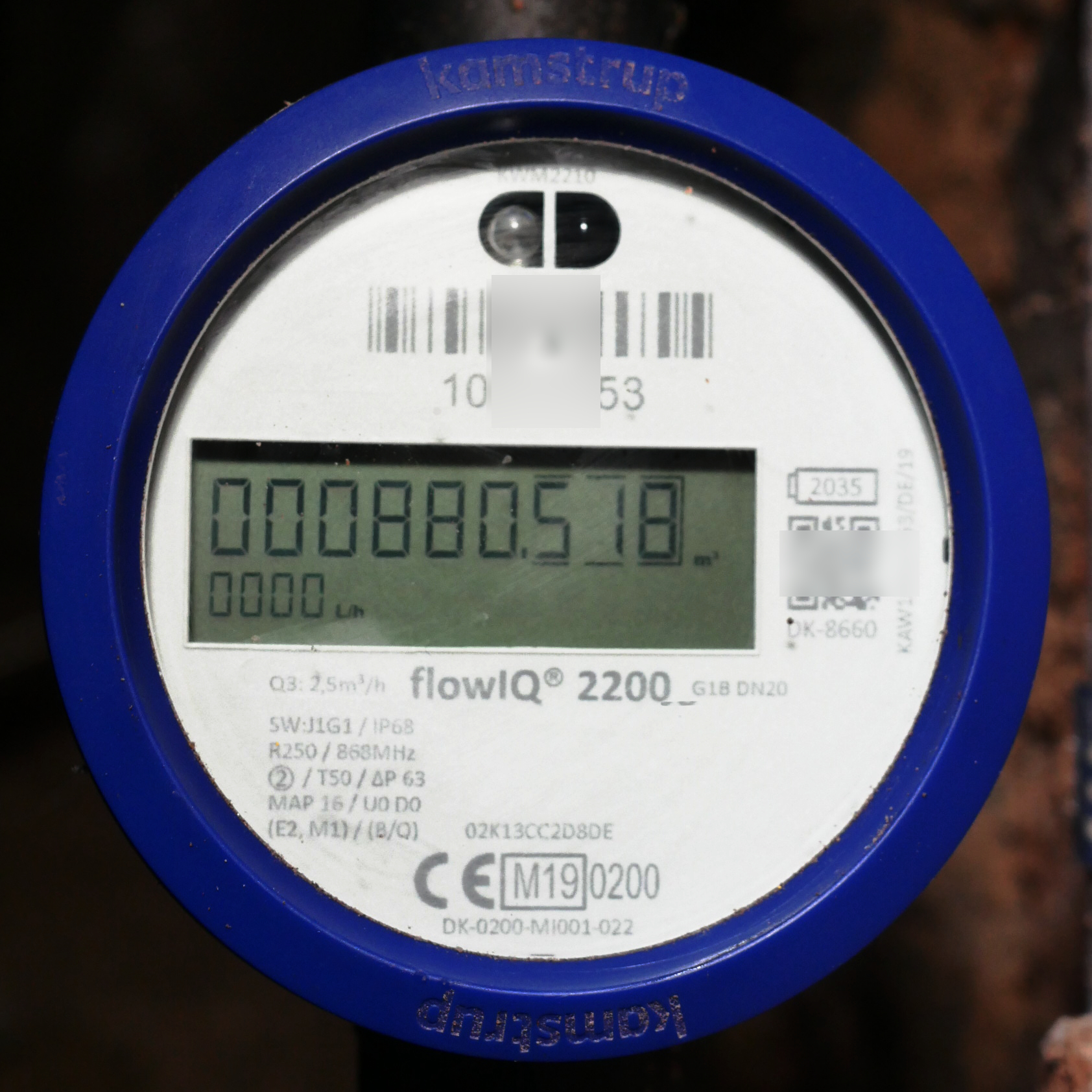
Digitaler Wasserzähler

Ein Wasserzähler (volkstümlich auch Wassermesser und Wasseruhr) ist ein Messgerät, welches das Volumen der durchgeflossenen Wassermenge anzeigt. Meist werden Wasserzähler im geschäftlichen Verkehr, z. B. zwischen Versorgungsunternehmen und Verbraucher, eingesetzt. In diesem Fall müssen die Wasserzähler geeicht sein (z. Bsp. in Deutschland gemäß dem Mess- und Eichgesetz).
Wasserzähler sollten durch eine Erstabsperrung vom restlichen Wassernetz abgetrennt werden können, damit das Messgerät problemlos ausgetauscht werden kann.

## Geschichte

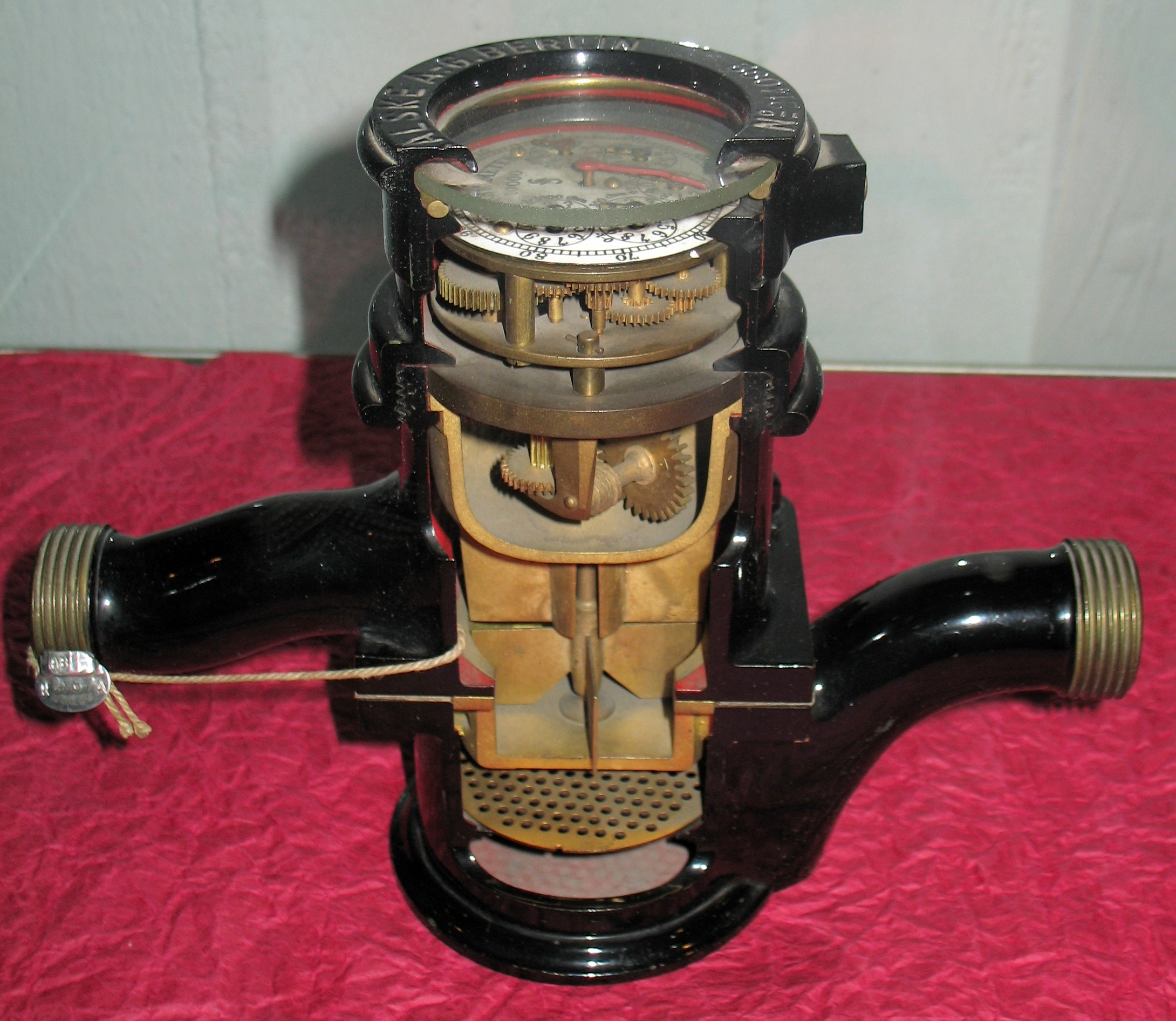
Schnitt durch einen historischen Flügelrad-Wasserzähler.

Während der Industrialisierung zu Beginn der zweiten Hälfte des 19. Jahrhunderts erhielten auch die ersten Privathäuser eigene Wasseranschlüsse. Carl Wilhelm Siemens entwickelte 1851 in England einen Wasserzähler, der im Gegensatz zu früheren Konstruktionen die verbrauchte Wassermenge direkt anzeigte. In der Zuleitung war ein Flügelrad eingesetzt, dessen Drehzahl dem Durchfluss proportional ist. Ein Zahnradgetriebe übertrug die Zahl der Umläufe auf ein Zählwerk. Das Gerät wurde ein großer Erfolg und wurde ab 1858 auch in Deutschland vertrieben (von Siemens bis Mitte der 1950er Jahre).

## Bauarten

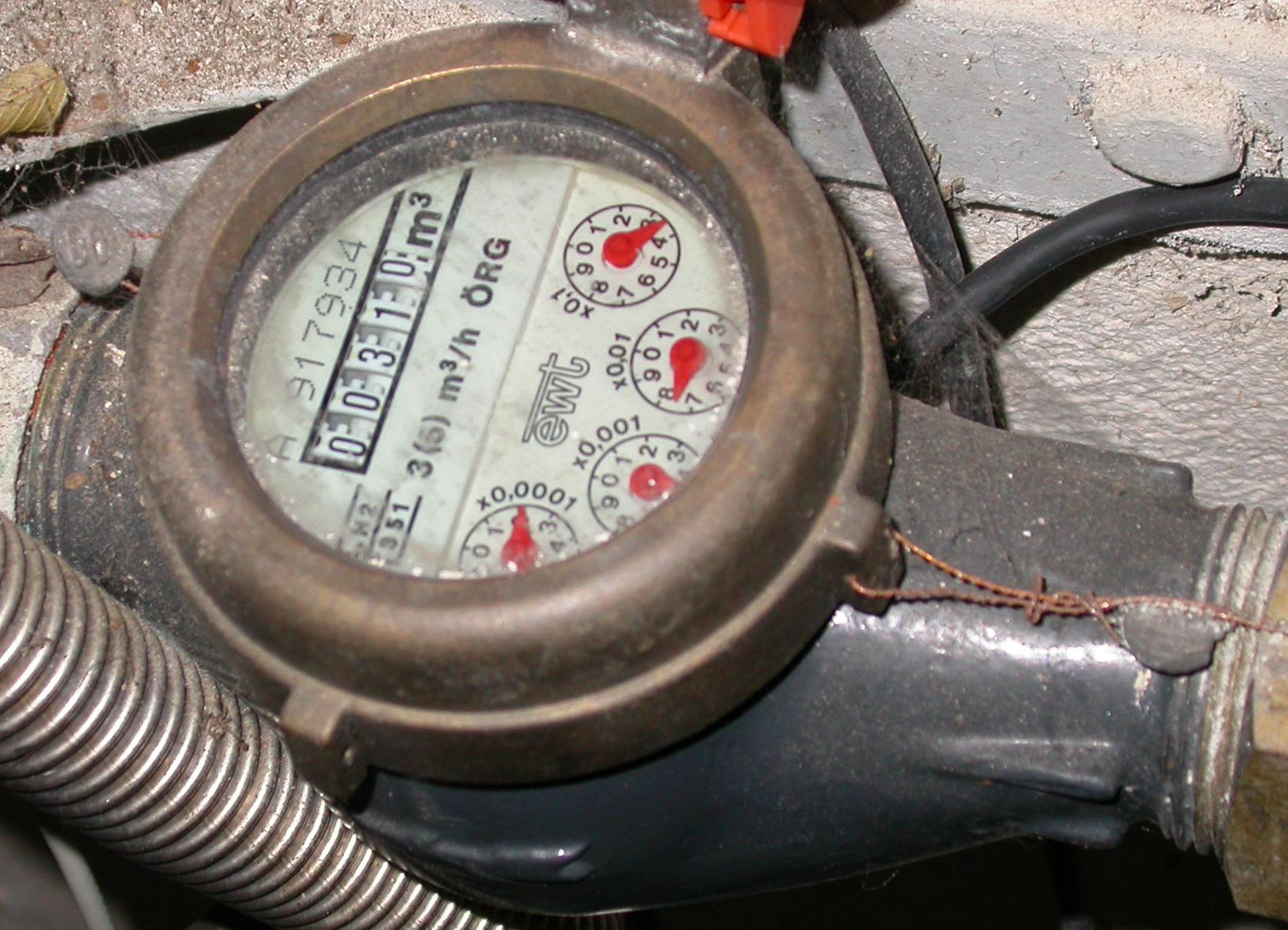
Mehrstrahl-Wasserzähler aus Österreich

### Flügelradwasserzähler
Zur Messung kleiner bis mittlerer Wassermengen für Nenndurchflüsse bis 15 m³/h werden Flügelrad-Durchflussmesser verwendet. Hier erfolgt weiterhin eine Unterscheidung hinsichtlich der Messprinzipien Einstrahl und Mehrstrahl.
- Bei Wohnungswasserzählern handelt es sich in der Regel um Einstrahlzähler: die Anströmung des Flügelrads erfolgt tangential.
- Bei den Hauswasserzählern handelt es sich in der Regel um Mehrstrahlzähler: die Anströmung des Flügelrads erfolgt symmetrisch von der Mantelfläche der Messkammer aus. Dadurch wirkt die Wassermenge gleichmäßig auf das Flügelrad, wodurch eine erhöhte Messstabilität sowie Messgenauigkeit gewährleistet wird.

### Volumenzähler
Volumenzähler gibt es mit festen oder beweglichen Messkammertrennwänden, z. B. Scheibenzähler oder Ringkolbenzähler.

### Volumenzähler mit Turbinen
Als Großwasserzähler (Woltmannzähler) für Nenndurchflüsse ab 15 m³/h eingesetzt.

### Verbundwasserzähler
Verbundwasserzähler sind eine Kombination aus Großwasserzähler als Hauptzähler und einem Nebenzähler für kleinere Durchflüsse. Ein Federumschaltventil schaltet automatisch bei hohen Durchflüssen den Großwasserzähler zu, so dass dann beide Zähler parallel laufen. Bei kleinen Durchflüssen läuft dagegen nur der Nebenzähler. Diese Bauart findet ihre Anwendung dort, wo sowohl kleine bis mittlere Durchflüsse, gelegentlich jedoch auch große Durchflüsse auftreten (Industrie, Schwimmbäder, Gebäude mit Feuerlöschanlagen).

### Messkapselzähler
Ein Zähler mit Messkapsel besteht aus dem eigentlichen Zählwerk in der Messkapsel und der Messkapselaufnahme mit den Rohranschlüssen. Dadurch kann das Zählwerk getauscht werden, ohne wie früher die Verschraubungen des Zählergehäuses (der Meßkapselaufnahme) mit den Rohrleitungen lösen zu müssen, um den Zähler als Ganzes auszubauen.
Unterputzzähler werden in der Regel als Messkapselzähler ausgeführt.

## Messwert-Anzeige
Die Anzeige des Messwerts in Kubikmetern sowie teilweise auch bis hinunter zum Liter erfolgt in der Regel durch Zahlenrollen. Hauswasserzähler besitzen häufig zusätzlich kleine Zeiger mit einer dezimalen Skala, die bei Wasserentnahme rotieren und den Verbrauch in Hektolitern, Dekalitern oder Litern angeben.
Nach der Vorschrift muss der Messwert in Kubikmeter angezeigt werden (schwarze Ziffern), die Bruchteile eines Kubikmeters werden durch rote Ziffern oder Zeiger angezeigt.
Wasserzähler können mit Kontaktgebern ausgestattet werden, die z. B. bei jeweils 1, 10 oder auch 100 Litern einen Impuls an ein zusätzliches elektronisches Zählwerk zur Weiterverarbeitung abgeben. Diese Technik wird zur Verbrauchsdatenerfassung in der Gebäudeautomation oder zur Dosierung von Zusatzstoffen genutzt. Manche Wasserzähler besitzen ein digitales Zählwerk mit LCD und Langzeitbatterie.

## Baugrößen und Dimensionierung

Großwasserzähler Qn 600 m³/h

Wasserzähler werden nach ISO 4064 in Baugrößen nach der Nennbelastung Q3 (bzw. früher dem Nenndurchfluss Qn) eingeteilt und gekennzeichnet. Die Nennbelastung entspricht dem halben Wert der Maximalbelastung Q4 bzw. früher Qmax.
Seit November 2006 gilt die Europäische Richtlinie über Messgeräte 2004/22/EG (Measurement Instrument Directive (MID)), welche eine bessere Zählergenauigkeit bei geringen Durchflussmengen sowie die folgenden neuen Bezeichnungen festlegt:
- Minimaldurchfluss Qmin  wird  Mindestdurchfluss Q1
- Trenndurchfluss Qtrenn  wird  Übergangsdurchfluss Q2
- Nenndurchfluss Qn (bzw. Qnenn) wird  Dauerdurchfluss Q3
- Maximaldurchfluss Qmax wird  Überlastdurchfluss Q4

Im Gegensatz zum Nenndurchfluss Qn, der pauschal mit dem halben Wert des Maximaldurchflusses Qmax angesetzt wurde, liegt der Dauerdurchfluss Q3 nun jedoch höher. Die alte Zählergröße Qn 1,5 wird nun als "Q3 = 2,5" bezeichnet. Ebenso wird Qn 2,5 nun als "Q3 = 4", Qn 6 als "Q3 = 10" und Qn 10 als "Q3 = 16" gekennzeichnet.
Auf dem Ziffernblatt des Hauswasserzählers wird außerdem der zulässige Temperaturbereich (bzw. die Höchsttemperatur des gemessenen Wassers) und die Einbaulage (H für horizontal und V für vertikal) angegeben.
Mit Umsetzung der Richtlinie 2014/32/EU zur Harmonisierung der Rechtsvorschriften der Mitgliedstaaten über die Bereitstellung von Messgeräten auf dem Markt und der Richtlinie 2014/31/EU zur Angleichung der Rechtsvorschriften der Mitgliedstaaten über die Bereitstellung nichtselbsttätiger Waagen auf dem Markt wurde der sog. EU-Wasserzähler in Deutschland eingeführt (§ 8 Abs. 1 Nr. 1 MessEV). EU-Wasserzähler müssen den spezifischen Anforderungen des Anhangs III der Richtlinie 2014/32/EU genügen.
Die Belastung (Durchflussmenge pro Stunde) wird in einen unteren Belastungsbereich (Q1 = Qmin bis Q2 = Qtrenn) und einen oberen Belastungsbereich (Q2 = Qtrenn bis Q4 = Qmax) eingeteilt.
Im unteren Belastungsbereich muss der Zähler bei der Eichung einen Fehler kleiner als ±5 % aufweisen, im oberen Bereich maximal ±2 %. Im Betrieb kann sich der Fehler z. B. durch Abnutzung oder Ablagerung vergrößern. Die zulässige Verkehrsfehlergrenze ist dabei das Doppelte der Eichfehlergrenze.
Die Bezeichnung z. B. "R=40" oder "R 80" auf dem Zifferblatt beschreibt das Verhältnis (R=Ratio) des Nenndurchflusses zum Mindestdurchfluss (z. B. 4000 l/h / 100 l/h = R 40).

### Dimensionierung
Die kleinste Baugröße, welche in Einfamilienhäusern und Mehrfamilienhäusern mit bis zu 30 Wohneinheiten eingesetzt wird, ist mit Q3=4 (früher Qn 2,5 m³/h) beschriftet.
Diese Zähler haben einen Nenndurchfluss von Q3=4000 l/h, einen typischen Mindestdurchfluss Q1 von 50 oder 100 l/h, eine Trenndurchfluss Q2 von 80 oder 160 l/h und einen Maximaldurchfluss Q4 von 5000 l/h.
Der kurzzeitig mögliche Durchfluss von 5 m3 reicht auch zum Betrieb von Druckspülern aus.
Zu beachten ist, dass viele Wasserversorger für einen Zähler der nächstgrößeren Baugröße eine doppelt bis zehnfach so hohe monatliche Grundgebühr berechnen.
Seit 2012 gelten nach DVGW (Deutsche Vereinigung des Gas- und Wasserfaches e. V.) Arbeitsblatt W 406 Zähler mit Qn 2,5 für 1 bis 30 (1 bis 15) Wohneinheiten, mit Qn 6 für 31 bis 200 (15 bis 85) Wohneinheiten und mit Qn 10 für 200 bis 600 (86 bis 200) Wohneinheiten als geeignet. Die Angaben in Klammern galten im Arbeitsblatt von 2003 für Wohnungen, deren WCs mit Druckspülern ausgestattet sind, da Druckspüler einen größeren Wasserdurchfluss benötigen.

## Eichung, Eichgültigkeitsdauer, Befundprüfung
Das Eichjahr von CE-konformen Zählern (ab ca. 2015) erkennt man in der Regel an der Konformitätskennzeichnung z. B. "CE-Mxx-0102", wobei xx das Jahr der Konformitätsprüfung bzw. Herstellung bedeutet. Ein Zähler mit der Aufschrift "CE-M24-0102" wurde 2024 konformitätsgeprüft und gilt dann für 6 Jahre (bis Ende 2030) als geeicht. Es gilt das Jahr der Inverkehrbringung, d. h. wenn ein Zähler 2023 mit der Kennzeichnung "CE-M23" gefertigt und erst 2024 in Verkehr gebracht wurde, läuft die Eichfrist ebenfalls bis 2030. Die Eichgültigkeitsdauer bei Kalt- und Warmwasserzählern beträgt in Deutschland sechs Jahre (Ordnungsnummer 5.5 Anlage 7 MessEV). In Österreich besteht bei Kalt-, Warm- und Heißwasserzählern eine einheitliche Nacheichfrist von fünf Jahren (§ 15 Nr. 5. a. MEG). Das Wasserversorgungsunternehmen kann durch eine Stichprobenprüfung bei einer staatlich anerkannten Prüfstelle die Eichgültigkeitsdauer für einen in ihrem Gebiet eingesetzten Zählertyp (Fabrikat, Größe) eines Eichjahres um jeweils drei Jahre (gegebenenfalls auch mehrmals) verlängern lassen.
Wenn Zweifel an der Messrichtigkeit eines geeichten Messgeräts bestehen, kann man (nach Rücksprache mit dem Wasserversorgungsunternehmen) einen Antrag auf Befundprüfung bei einer staatlich anerkannten Prüfstelle oder beim Eichamt stellen. Dort wird der Zähler einzeln geprüft und ein Prüfschein ausgestellt. In der Praxis sind dabei etwa 90 % der geprüften Zähler nicht zu beanstanden.

## Wasserzähler und Mietrecht
Wenn in einem Haus nicht alle Wohnungen mit einem Wasserzähler ausgestattet sind, kann die Abrechnung des Frisch- bzw. Kaltwassers nach Wohnfläche (oder Personenzahl) erfolgen (§ 556a Abs. 1 Satz 1 BGB). Findet eine Verbrauchserfassung für alle Mieter statt, sind die Wasserkosten verbrauchsabhängig abzurechnen (§ 556a Abs. 1 Satz 2 BGB). Für Warmwasser ist die Verbrauchserfassung z. B. über Warmwasserzähler in § 4 Abs. 1 HeizkostenV vorgeschrieben. Ein Vermieter kann für die Betriebskostenabrechnung auch die Daten eines nicht geeichten Wasserzählers verwenden, wenn er nachweisen kann, dass die Angaben stimmen. Der Einbau von Wasserzählern ist als Modernisierungsmaßnahme vom Mieter zu dulden.
Ob für den Gebäudeeigentümer eine Pflicht zur Nachrüstung von Wasserzählern besteht, regeln die Bauordnungen der Bundesländer.

## Einbau und Hausanschluss
Der Wasserzähler ist Bestandteil der Wasserzähleranlage nach DIN 18012 (Haus-Anschlusseinrichtungen in Gebäuden), die in Fließrichtung aus Absperrarmatur im Zulauf, Rohrstück als Vorlaufstrecke, Wasserzähler, Ein- und Ausbaustück, Absperrarmatur und Rückflussverhinderer besteht.
Heute schreiben die Wasserversorgungsunternehmen in der Regel vor, dass der Wasserzähler in einen fest installierten Wasserzählerbügel eingesetzt wird.
Der Wasserzählerbügel erleichtert die Installation des Hausanschlusses sowie den Austausch des Wasserzählers, indem er die anschließenden Rohrleitungen fixiert. Zusätzlich stellt er bei Rohrleitungen aus metallischen Werkstoffen eine leitende Verbindung zwischen der Hausanschlussleitung und der Hausinstallation sicher, wenn der Zähler ausgebaut ist. Dies verhindert, dass an der Hausinstallation bei mangelhaftem Potentialausgleich eine Spannung anliegt.
Vor und hinter dem Wasserzähler wird eine Absperrarmatur vorgesehen. Heute in der Regel ein Schrägsitzventil.
Um auch bei einem durch Rohrbruch oder Umbauarbeiten entstandenen Unterdruck den Rückfluss des unter Umständen verunreinigten Wasser aus dem Gebäude ins öffentliche Netz zu verhindern, wird im Anschluss an den Wasserzähler ein Rückflussverhinderer nach DIN 1988 Teil 200 Punkt 11 sowie DIN 18012 Punkt 3.12, 4.4 und 5.4.3. vorgesehen, der einmal im Jahr im Auftrag des Betreibers durch ein Installationsunternehmen zu warten ist. Häufig wird die Absperrung nach dem Wasserzähler mit dem Rückflussverhinderer in Form eines KFR-Ventils kombiniert.
Oft stellt der Wasserversorger die Armatur zur Verfügung, die als Bestandteil der Hausinstallation in den Besitz des Kunden übergeht. Bei Anschlussleitungen ab der Nennweite DN 50 mit Flansch und Großwasserzähler ab Baugröße Q316 (Qn10) ist hingegen der Grundstückseigentümer für die Installation verantwortlich.